# Дьєрдь Шароші
Дьєрдь Ша́роші (угор. Sárosi György, нар. 16 вересня 1912, Будапешт — пом. 20 червня 1993, Генуя), ім'я при народженні Георг Стефанчич (угор. Stefancsics György) — угорський футболіст сербського походження, що грав на позиції форварда. По завершенні ігрової кар'єри — футбольний тренер. Доктор філології. Старший брат іншого відомого футболіста — Бели Шароші.
Протягом усієї ігрової кар'єри виступав за «Ференцварош», а також національну збірну Угорщини і вважався одним із найсильніших нападників 30-х років. За опитуванням IFFHS займає 60-е місце серед найкращих гравців Європи XX століття, а 1999 року був включений журналом World Soccer до списку 100 найкращих футболістів XX століття.
Як тренер, працював з низкою італійських клубів, в тому числі з «Ювентусом» та «Ромою», а також швейцарським «Лугано».

## Клубна кар'єра
Свою кар'єру Шароші розпочав у клубі «Мудьєтем», а в 1929 році його помітив «Ференцварош» і запросив до себе. У «Ференцвароші» Дьєрдь грав до кінця кар'єри в 1948 році. За 18 років виграв з «Ференцварошем» 5 національних чемпіонатів, 5 угорських кубків, а також Кубок Мітропи 1937 року (ще 4 рази доходив до фіналу турніру). Тричі ставав найкращим бомбардиром національного чемпіонату, зігравши загалом 382 матчі й забивши 351 гол. Тричі ставав найкращим бомбардиром Кубку Мітропи і є найрезультативнішим гравцем в історії турніру, з 49 м'ячами в 43 іграх.

## Виступи за збірну
1931 року дебютував в офіційних матчах у складі національної збірної Угорщини і захищав її кольори до 1943 року. Брав участь в чемпіонатах світу 1934 року в Італії та 1938 року у Франції, де разом з командою здобув «срібло». У 1934 році він провів лише одну гру, у чвертьфіналі проти Австрії, забивши гол, який не врятував угорців від поразки 1:2. У 1938 році він провів 4 гри, забивши в них 5 м'ячів, у тому числі й у фінальному матчі з Італією, який угорці програли 2:4. Таким чином Шароші забив мінімум по голу в усіх матчах чемпіонату світу, в яких брав участь.
Шароші був найкращим бомбардиром Кубку Центральної Європи 1933—1935 і незавершеного змагання 1936–1938 років. 19 вересня 1937 року в матчі з Чехословаччиною Шароші забив 7 м'ячів (Угорщина виграла 8:3).

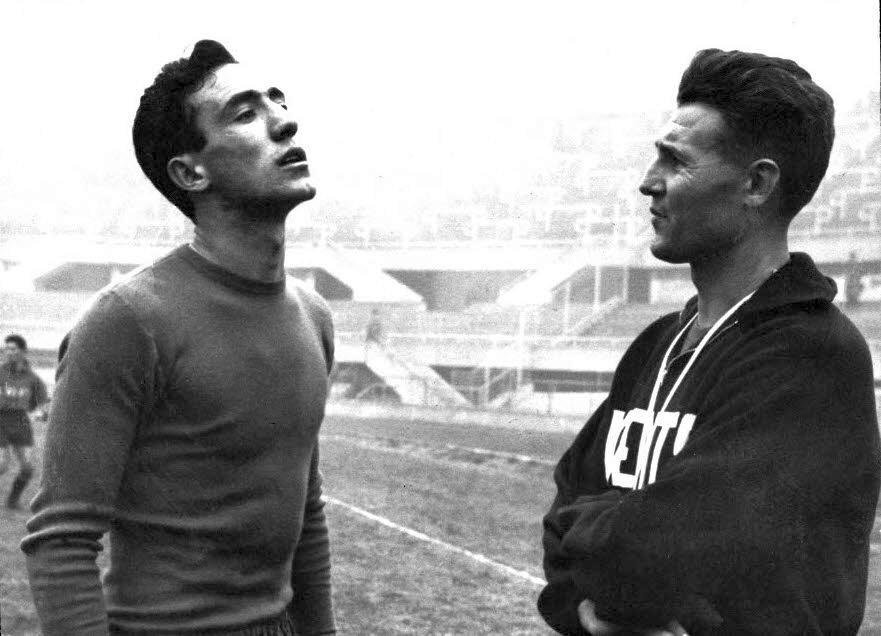
Дьєрдь Шароші (праворуч) у статусі головного тренера «Ювентуса» зі своїм підопічним Джузеппе Корраді

Протягом кар'єри в національній команді, яка тривала 13 років, провів 62 матчі, забивши 42 голи.

## Кар'єра тренера
Після закінчення кар'єри футболіста, з приходом до влади в Угорщині комуністів, Шароші переїхав в Італію і став тренером. Розпочав тренерську кар'єру, очоливши «Барі». Тренував цей клуб до 1950 року, після цього один рік (з перервою) працював з клубом «Луккезе-Лібертас».
Влітку 1951 року Шароші очолив «Ювентус», у якому провів два сезони, вигравши з клубом чемпіонство у 1952 році.
Потім очолював італійські клуби «Дженоа», «Рома», «Болонья» та «Брешія».
Останнім місцем тренерської роботи Шароші був клуб «Лугано», тренерський штаб якого він очолював до 1963 року.
Помер 20 червня 1993 року на 81-му році життя у місті Генуя.
| Дата       | Місто     | Господарі      | Результат | Гості                   | Турнір                             | Голи | Примітки |
| ---------- | --------- | -------------- | --------- | ----------------------- | ---------------------------------- | ---- | -------- |
| 21/05/1931 | Белград   | Югославія      | 3 – 2     | Угорщина                | товариський матч                   | -    |          |
| 20/09/1931 | Будапешт  | Угорщина       | 3 – 0     | Чехословаччина          | товариський матч                   | -    |          |
| 04/10/1931 | Будапешт  | Угорщина       | 2 – 2     | Австрія                 | Кубок Центральної Європи 1931—1932 | -    |          |
| 08/11/1931 | Будапешт  | Угорщина       | 3 – 1     | Швеція                  | товариський матч                   | -    |          |
| 13/12/1931 | Турин     | Італія         | 3 – 2     | Угорщина                | Кубок Центральної Європи 1931—1932 | -    |          |
| 08/05/1932 | Будапешт  | Угорщина       | 1 – 1     | Італія                  | Кубок Центральної Європи 1931—1932 | -    |          |
| 19/06/1932 | Берн      | Швейцарія      | 3 – 1     | Угорщина                | Кубок Центральної Європи 1931—1932 | -    |          |
| 18/09/1932 | Будапешт  | Угорщина       | 2 – 1     | Чехословаччина          | Кубок Центральної Європи 1931—1932 | -    |          |
| 02/10/1932 | Будапешт  | Угорщина       | 2 – 3     | Австрія                 | товариський матч                   | -    |          |
| 30/10/1932 | Будапешт  | Угорщина       | 2 – 1     | Німеччина               | товариський матч                   | -    |          |
| 29/01/1933 | Лісабон   | Португалія     | 1 – 0     | Угорщина                | товариський матч                   | -    |          |
| 05/03/1933 | Амстердам | Нідерланди     | 1 – 2     | Угорщина                | товариський матч                   | -    | кап.     |
| 19/03/1933 | Будапешт  | Угорщина       | 2 – 0     | Чехословаччина          | товариський матч                   | -    | кап.     |
| 30/04/1933 | Будапешт  | Угорщина       | 1 – 1     | Австрія                 | товариський матч                   | -    |          |
| 02/07/1933 | Стокгольм | Швеція         | 5 – 2     | Угорщина                | товариський матч                   | 1    |          |
| 17/09/1933 | Будапешт  | Угорщина       | 3 – 0     | Швейцарія               | Кубок Центральної Європи 1933—1935 | -    |          |
| 01/10/1933 | Відень    | Австрія        | 2 – 2     | Угорщина                | товариський матч                   | -    |          |
| 22/10/1933 | Будапешт  | Угорщина       | 0 – 1     | Італія                  | Кубок Центральної Європи 1933—1935 | -    |          |
| 25/03/1934 | Софія     | Болгарія       | 1 – 4     | Угорщина                | Відбір до ЧС 1934                  | 1    |          |
| 15/04/1934 | Відень    | Австрія        | 5 – 2     | Угорщина                | товариський матч                   | 2    | кап.     |
| 29/04/1934 | Прага     | Чехословаччина | 2 – 2     | Угорщина                | Кубок Центральної Європи 1933—1935 | 2    |          |
| 10/05/1934 | Будапешт  | Угорщина       | 2 – 1     | Англія                  | товариський матч                   | 1    |          |
| 31/05/1934 | Болонья   | Австрія        | 2 – 1     | Угорщина                | ЧС 1934 - чвертьфінал              | 1    |          |
| 07/10/1934 | Будапешт  | Угорщина       | 3 – 1     | Австрія                 | Кубок Центральної Європи 1933—1935 | 2    |          |
| 09/12/1934 | Мілан     | Італія         | 4 – 2     | Угорщина                | товариський матч                   | 1    |          |
| 14/04/1935 | Цюрих     | Швейцарія      | 6 – 2     | Угорщина                | Кубок Центральної Європи 1933—1935 | -    |          |
| 12/05/1935 | Будапешт  | Угорщина       | 6 – 3     | Австрія                 | товариський матч                   | 3    |          |
| 19/05/1935 | Коломб    | Франція        | 2 – 0     | Угорщина                | товариський матч                   | -    |          |
| 06/10/1935 | Відень    | Австрія        | 4 – 4     | Угорщина                | Кубок Центральної Європи 1933—1935 | 1    |          |
| 10/11/1935 | Будапешт  | Угорщина       | 6 – 1     | Швейцарія               | товариський матч                   | 2    |          |
| 24/11/1935 | Мілан     | Італія         | 2 – 2     | Угорщина                | Кубок Центральної Європи 1933—1935 | 2    |          |
| 15/03/1936 | Будапешт  | Угорщина       | 3 – 2     | Німеччина               | товариський матч                   | 1    | кап.     |
| 03/05/1936 | Будапешт  | Угорщина       | 3 – 3     | Ірландія                | товариський матч                   | 2    | кап.     |
| 31/05/1936 | Будапешт  | Угорщина       | 1 – 2     | Італія                  | товариський матч                   | -    |          |
| 02/12/1936 | Лондон    | Англія         | 6 – 2     | Угорщина                | товариський матч                   | -    | кап.     |
| 06/12/1936 | Дублін    | Ірландія       | 2 – 3     | Угорщина                | товариський матч                   | -    |          |
| 11/04/1937 | Базель    | Швейцарія      | 1 – 5     | Угорщина                | Кубок Центральної Європи 1936—1938 | 1    | кап.     |
| 25/04/1937 | Турин     | Італія         | 2 – 0     | Угорщина                | Кубок Центральної Європи 1936—1938 | -    | кап.     |
| 23/05/1937 | Будапешт  | Угорщина       | 2 – 2     | Австрія                 | товариський матч                   | -    | кап.     |
| 19/09/1937 | Будапешт  | Угорщина       | 8 – 3     | Чехословаччина          | Кубок Центральної Європи 1936—1938 | 7    | кап.     |
| 10/10/1937 | Відень    | Австрія        | 1 – 2     | Угорщина                | Кубок Центральної Європи 1936—1938 | 1    |          |
| 14/11/1937 | Будапешт  | Угорщина       | 2 – 0     | Швейцарія               | Кубок Центральної Європи 1936—1938 | 1    | кап.     |
| 05/06/1938 | Реймс     | Угорщина       | 6 – 0     | Нідерландська Ост-Індія | ЧС 1938 - 1/8 фіналу               | 2    | кап.     |
| 12/06/1938 | Лілль     | Швейцарія      | 0 – 2     | Угорщина                | ЧС 1938 - чвертьфінал              | 1    | кап.     |
| 16/06/1938 | Париж     | Угорщина       | 5 – 1     | Швеція                  | ЧС 1938 - півфінал                 | 1    | кап.     |
| 19/06/1938 | Коломб    | Італія         | 4 – 2     | Угорщина                | ЧС 1938 - Фінал                    | 1    | кап.     |
| 07/12/1938 | Глазго    | Шотландія      | 3 – 1     | Угорщина                | товариський матч                   | 1    | кап.     |
| 26/02/1939 | Роттердам | Нідерланди     | 3 – 2     | Угорщина                | товариський матч                   | -    | кап.     |
| 18/05/1939 | Будапешт  | Угорщина       | 2 – 2     | Ірландія                | товариський матч                   | -    | кап.     |
| 08/06/1939 | Будапешт  | Угорщина       | 1 – 3     | Італія                  | товариський матч                   | -    | кап.     |
| 27/08/1939 | Варшава   | Польща         | 4 – 2     | Угорщина                | товариський матч                   | -    |          |
| 24/09/1939 | Будапешт  | Угорщина       | 5 – 1     | Німеччина               | товариський матч                   | -    | кап.     |
| 22/10/1939 | Бухарест  | Румунія        | 1 – 1     | Угорщина                | товариський матч                   | -    | кап.     |
| 12/11/1939 | Белград   | Югославія      | 0 – 2     | Угорщина                | товариський матч                   | 1    | кап.     |
| 31/03/1940 | Будапешт  | Угорщина       | 3 – 0     | Швейцарія               | товариський матч                   | 2    | кап.     |
| 02/05/1940 | Будапешт  | Угорщина       | 1 – 0     | Хорватія                | товариський матч                   | -    | кап.     |
| 19/05/1940 | Будапешт  | Угорщина       | 2 – 0     | Румунія                 | товариський матч                   | 1    | кап.     |
| 29/09/1940 | Будапешт  | Угорщина       | 0 – 0     | Югославія               | товариський матч                   | -    | кап.     |
| 06/10/1940 | Будапешт  | Угорщина       | 2 – 2     | Німеччина               | товариський матч                   | -    | кап.     |
| 01/12/1940 | Генуя     | Італія         | 1 – 1     | Угорщина                | товариський матч                   | -    | кап.     |
| 08/12/1940 | Загреб    | Хорватія       | 1 – 1     | Угорщина                | товариський матч                   | -    | кап.     |
| 07/11/1943 | Будапешт  | Угорщина       | 2 – 7     | Швеція                  | товариський матч                   | -    |          |
| Усього     |           | Матчів         | 62        |                         | Голів                              | 42   |          |

## Титули і досягнення

### Гравець
- Володар Кубка Мітропи (1):

«Ференцварош»: 1937
- Чемпіон Угорщини (5):

«Ференцварош»: 1932, 1934, 1938, 1940, 1941
- Володар Кубка Угорщини (5):

«Ференцварош»: 1933, 1935, 1942, 1943, 1944
- Віце-чемпіон світу: 1938

### Тренер
- Чемпіон Італії (1):

«Ювентус»: 1952

### Особисті
- Футболіст року в Угорщині: 1941
- Найкращий бомбардир Першого дивізіону Угорщини (4): 1935–36 (36 голів), 1939–40 (23 голи), 1940–41 (29 голів), 1944 (осінь)[5]
- Найкращий бомбардир Кубку Мітропи: 1935 (9 голів), 1937 (12 голів), 1940 (5 голів)
- Найкращий бомбардир Кубку Центральної Європи: 1933-35 (7 голів), 1936-38 (10 голів)
- Найкращий бомбардир в історії Кубку Мітропи: 49 голів
- Найкращий бомбардир в історії «Ференцвароша»: 420 голів
- Найкращий бомбардир «Ференцвароша» в чемпіонаті: 350 голів
- Рекордсмен Кубку Мітропи за кількістю голів в одному сезоні: 12 голів
- Рекордсмен збірної Угорщини за кількістю голів в одному матчі: 7 голів